# Latouchia kitabensis
Espèce
Synonymes
- Cronebergella kitabensis Charitonov, 1946

Latouchia kitabensis est une espèce d'araignées mygalomorphes de la famille des Halonoproctidae.

## Distribution
Cette espèce se rencontre en Asie centrale.

## Étymologie
Son nom d'espèce, composé de kitab et du suffixe latin -ensis, « qui vit dans, qui habite », lui a été donné en référence au lieu de sa découverte, Kitab.

## Publication originale
- Charitonov, 1946 : New forms of spiders of the USSR. Izvestija. Estestvenno-Nauchnogo Obshestva pri Molotovskom Universitete, vol. 12, p. 19-32.